# Дендропарк «Юннатський»
Дендропарк «Юннатський» – дендропарк місцевого значення, знаходиться в Подільському районі м. Києва. Заповіданий у березні 2006 року (рішення Київради від 09.03.06 №169/3260). Землекористувачем є Національний еколого-натуралістичний центр учнівської молоді України. Загальна площа парку – 13,7 га.

## Історія
Територія парку є частиною парку-пам’ятки садово-паркового мистецтва “Березовий гай”, який було закладено на початку XIX ст. У XX ст. парк поділили на дві частини: одну, площею 10 га, передали під будівництво Подільського районного парку культури і відпочинку, іншу – до центральної дослідно-педагогічної агробіостанції (нині Національний еколого-натуралістичний центр – НЕНЦ).

## Опис
Ландшафтна композиція та сучасний видовий склад дедропанку НЕНЦ формувалися протягом 60 років силами учнівської молоді, педагогів та співробітників НЕНЦ. На території дендропарку сформовані цінні та різноманітні колекції видів та культиварів деревних та трав’янистих рослин, природно-ландшафтні та штучні комплекси, що мають естетичне, наукове та природоохоронне значення. Територія НЕНЦ включає ділянки декоративного квітникарства, навчально-дослідні ділянки, фруктовий сад, сад бузку, меморіальну посадку – парк “Пам’ять родоводу”, водойму, липову та грабову алеї, зразки лісів України, розсадник деревних і чагарникових культур, сад магнолій, сад мохів, збережені елементи природних фітоценозів.
На території дендропарку зростає понад 200 видів і культиварів дерев та чагарників. Найпоширенішими є клен гостролистий , ялини звичайна та колюча, липа серцелиста , береза повисла. сосна звичайна , дуб звичайний, гіркокаштан звичайний, туя західна, горобина звичайна, горіхи грецькиЙ і маньчжурський , тополя біла, граб звичайний, бузки звичайний та угорський, фруктові дерева. Із чагарників домінують різні види спіреї, аронія, бирючина, форзиції, свидина та ін. Ростуть також ялина сиза Конічна, різні форми туї західної, магнолія кобус, катальпа бігнонієвидна, айлант найвищий, рододендрон, гінкго дволопатеве, оцтове дерево та ін. Серед них види, занесені на Червоної книги України, червоних книг інших країн та міжнародних червоних списків: бузок карпатський, гінкго дволопатеве, рододендрон східнокарпатський, тис ягідний та інші.
У парку “Пам’ять родоводу” є верба Т.Г. Шевченка, паросток якої  привезений із Казахстану з дерева, посадженого Кобзарем.
Прикрашають парк сад магнолій, заснований у 1998р., та сирингарій або сад бузку, де ростуть місцеві, виведені в Національному ботанічному саду ім. M.M. Гришка HAH України, та закордонні сорти бузку звичайного. 
Значну площу в дендропарку займає плодовий сад, колекція якого дуже багата й різноманітна. Вона містить понад триста сортів  плодово- ягідних рослин, зокрема абрикоса, аґрусу, айви, актинідії, аличі, винограду, вишні, груші, кизилу, малини, обліпихи, персика, сливи, смородини, порічок, хеномелесу, черешні, яблуні, унабі.

## Галерея

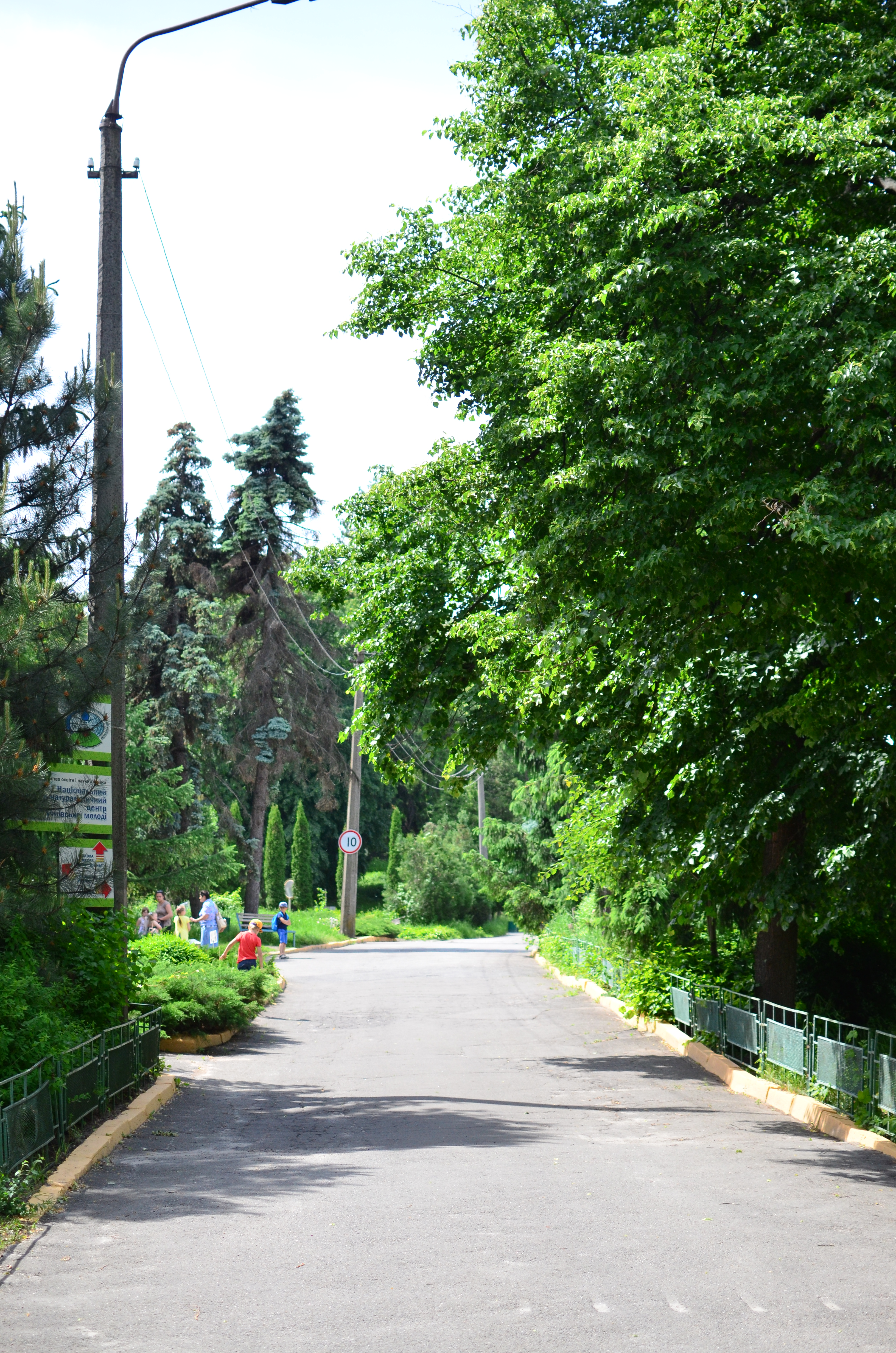
Парк. Травень 2019
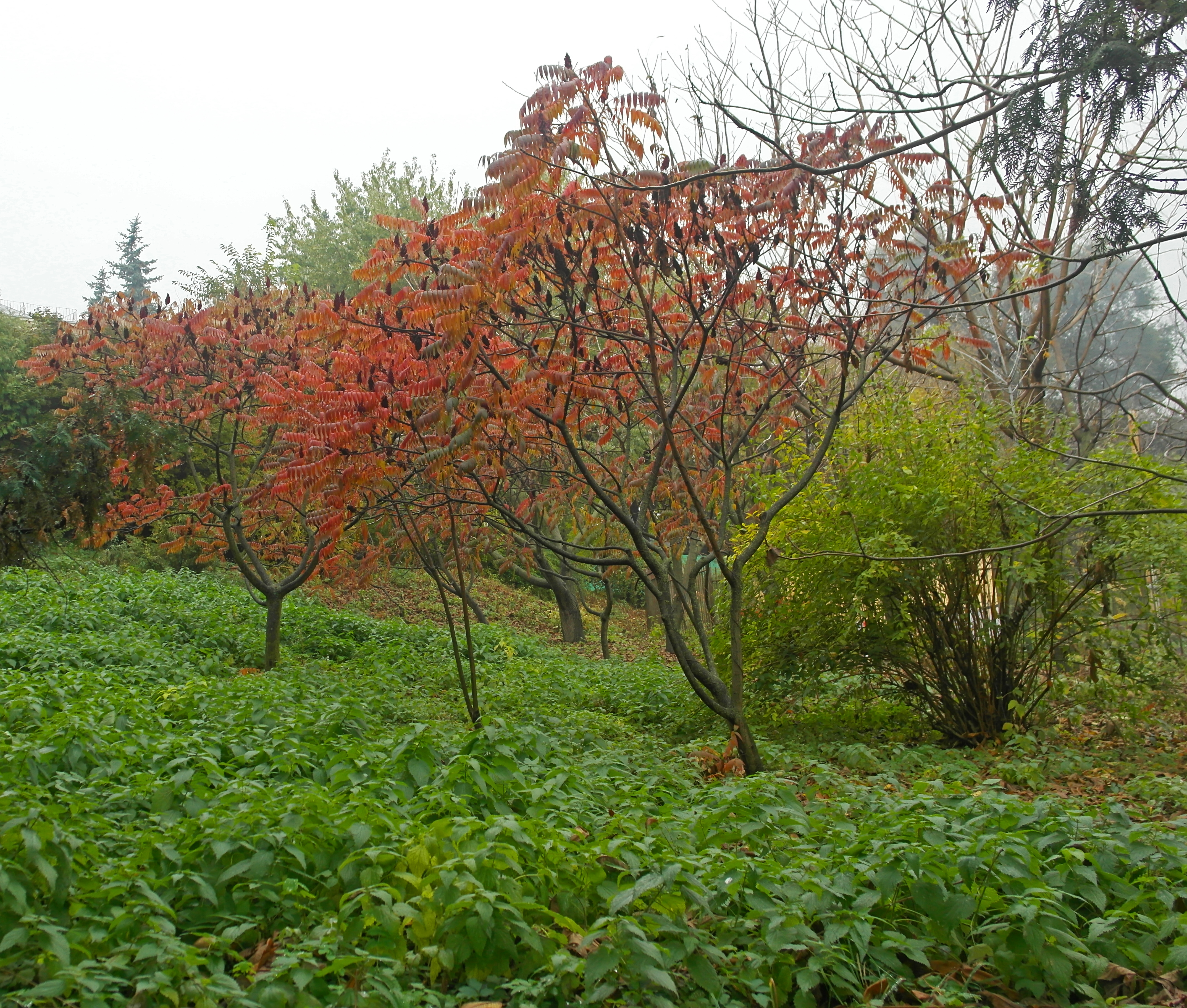
Парк. Жовтень 2017
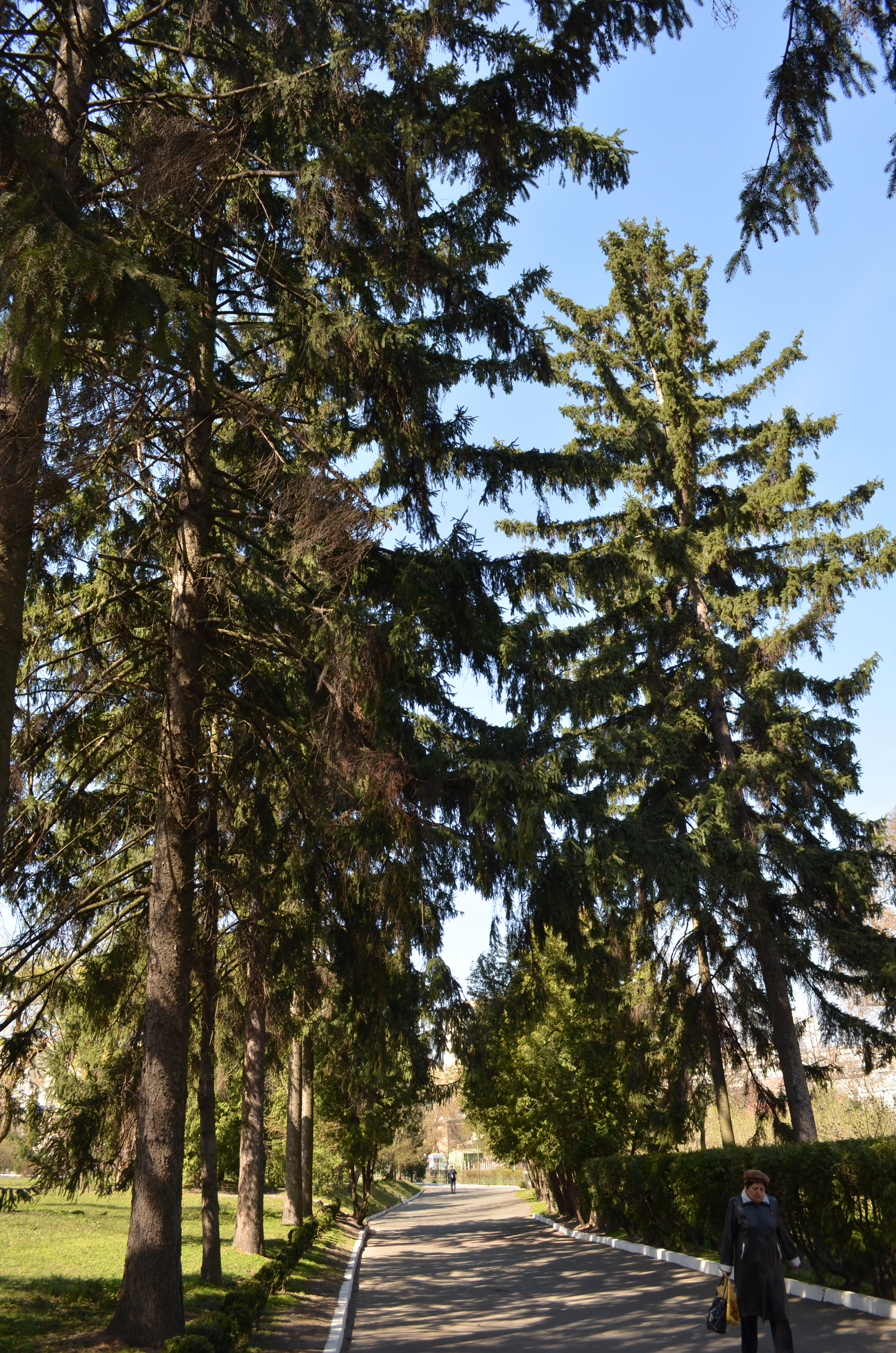
Парк. Квітень 2014
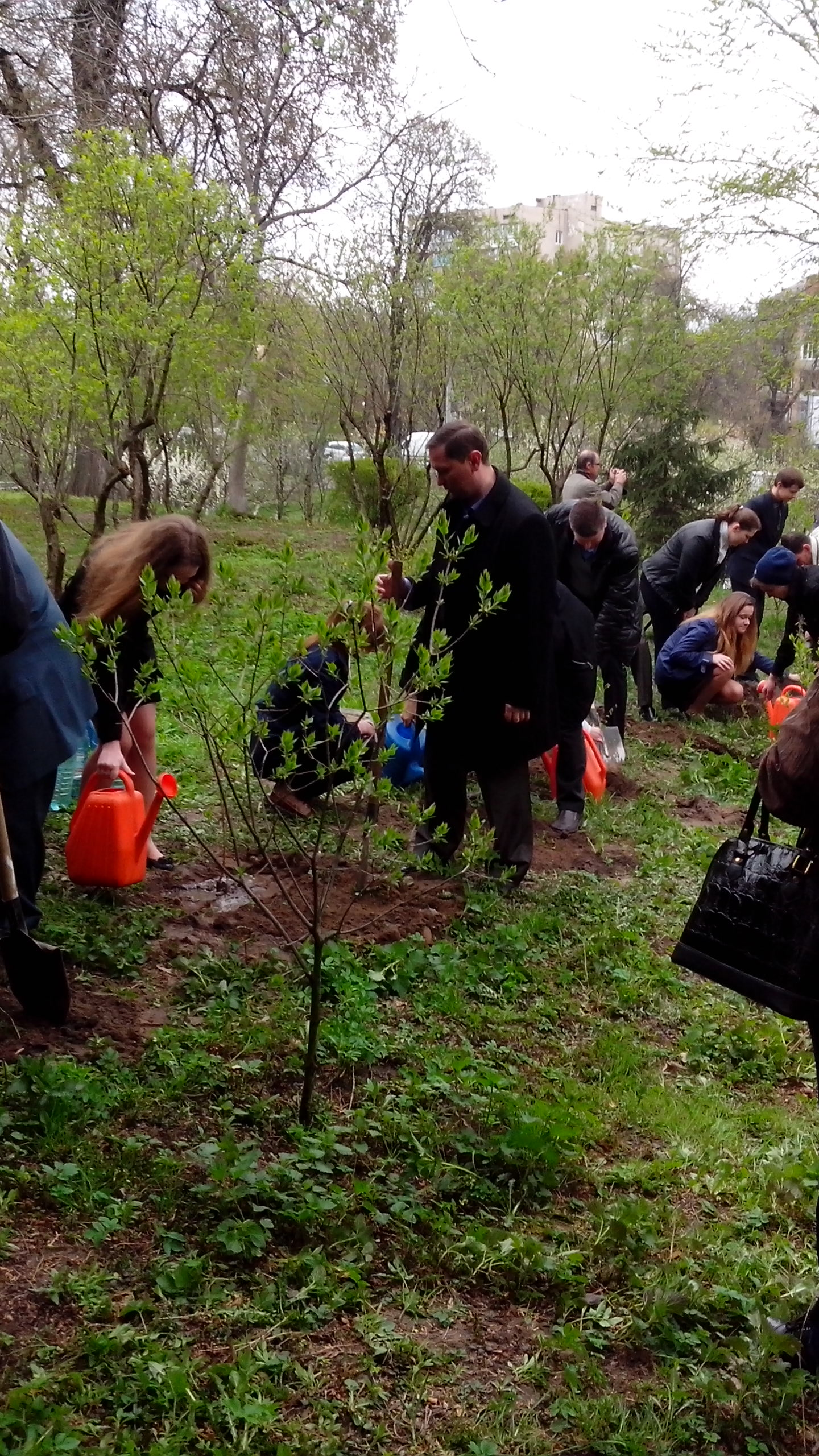
Парк. Квітень 2014
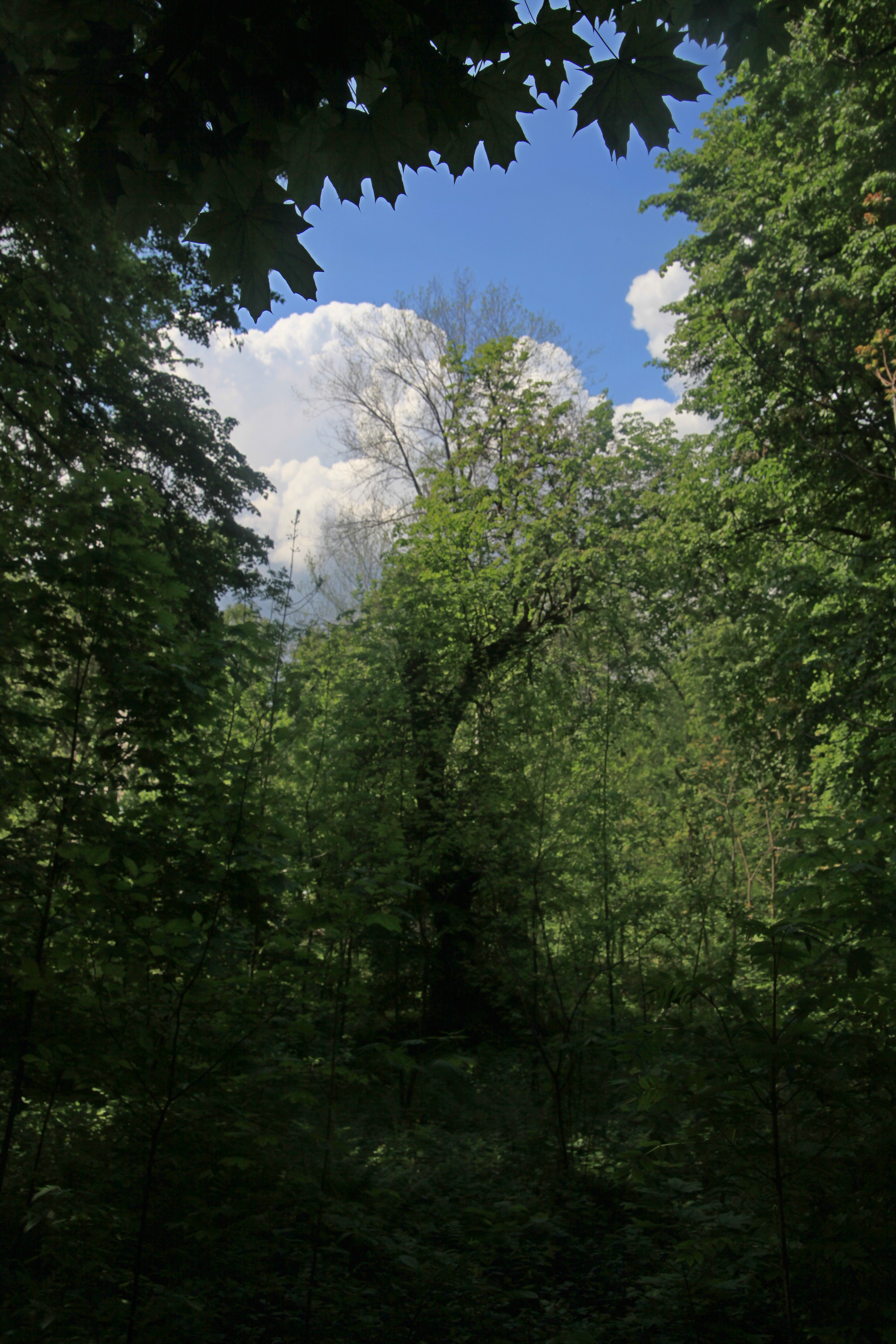
Парк.Травень 2019
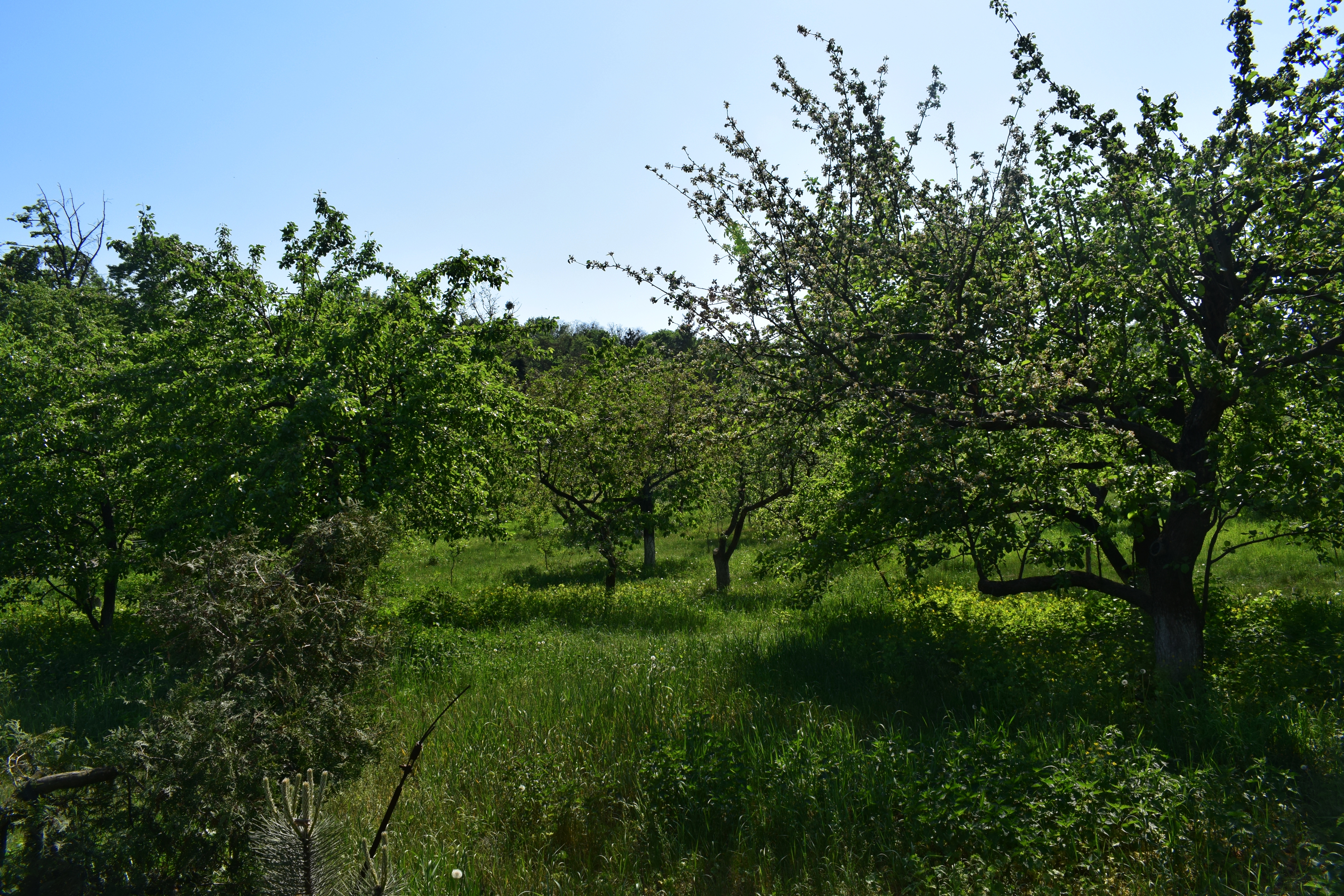
Парк.Травень 2018
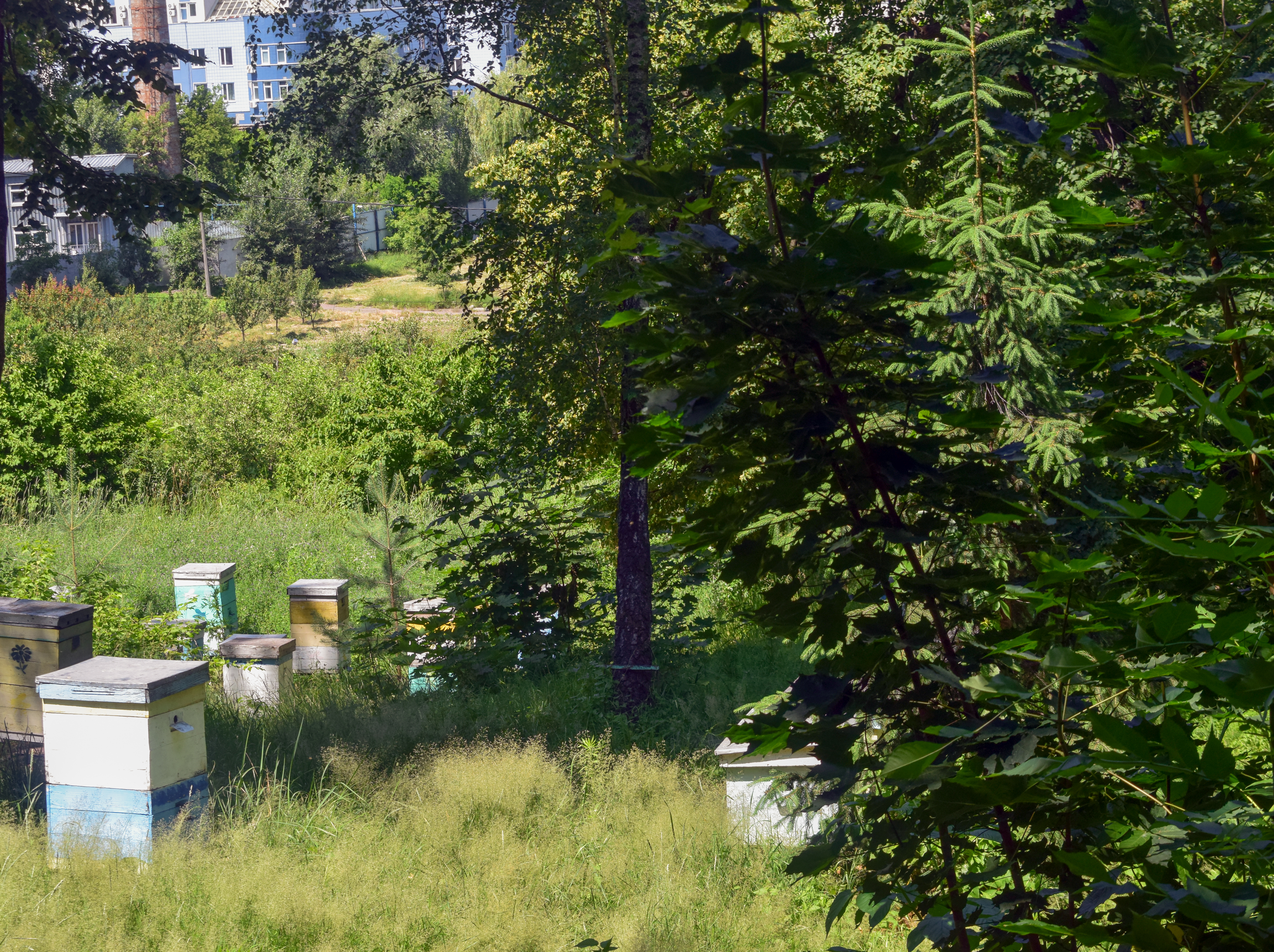
Парк.Червень 2020
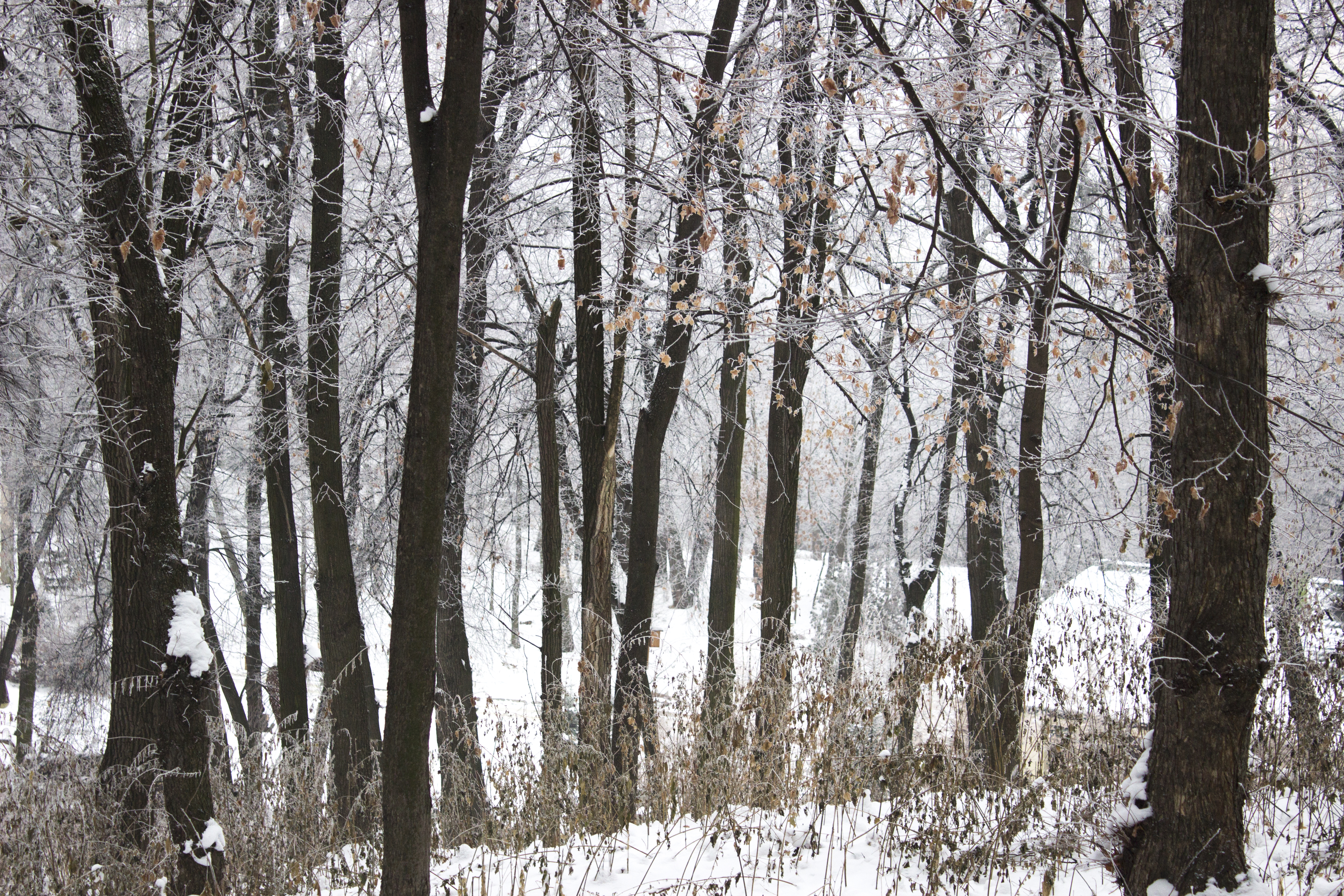
Парк. Грудень 2014
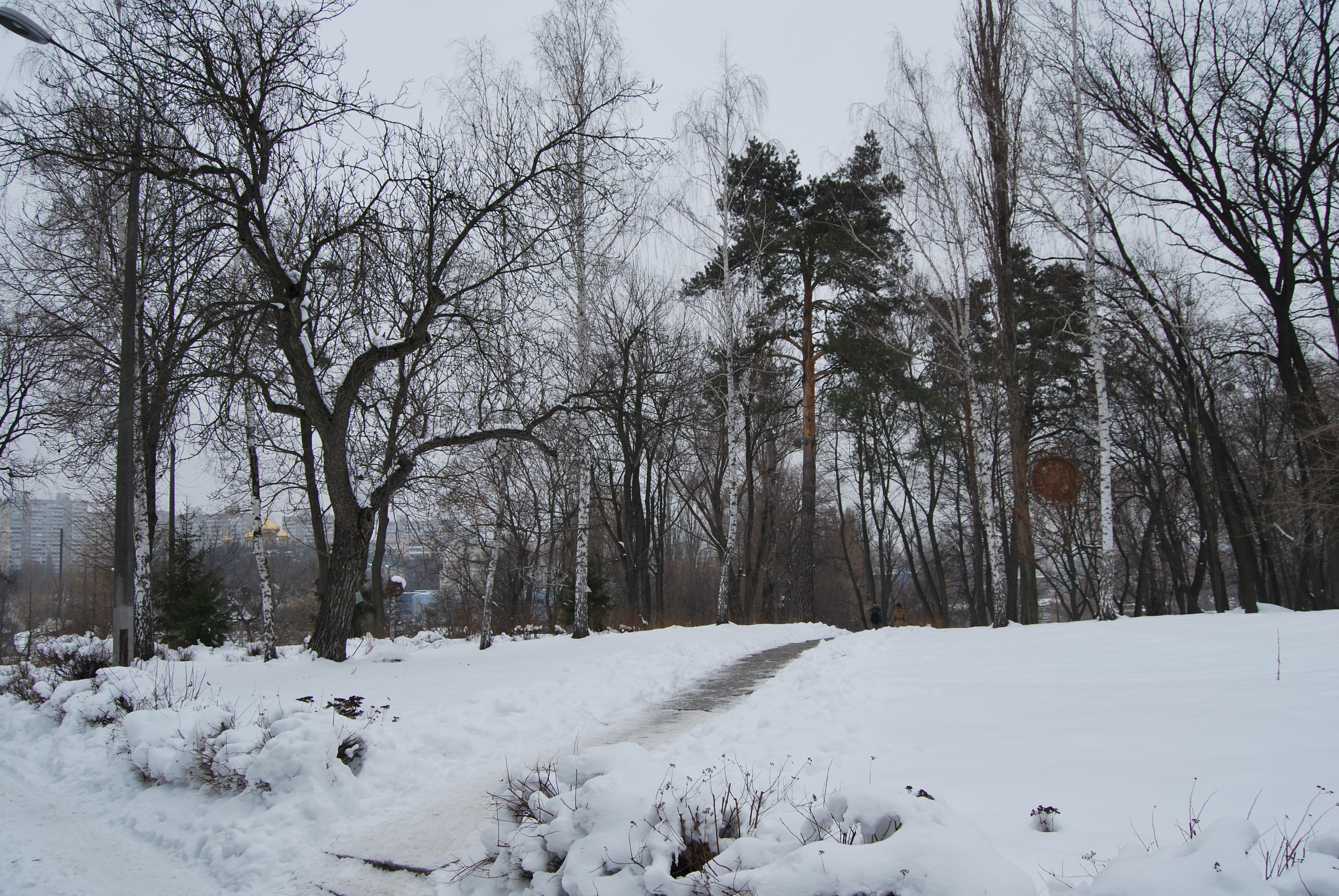
Парк. Березень 2015
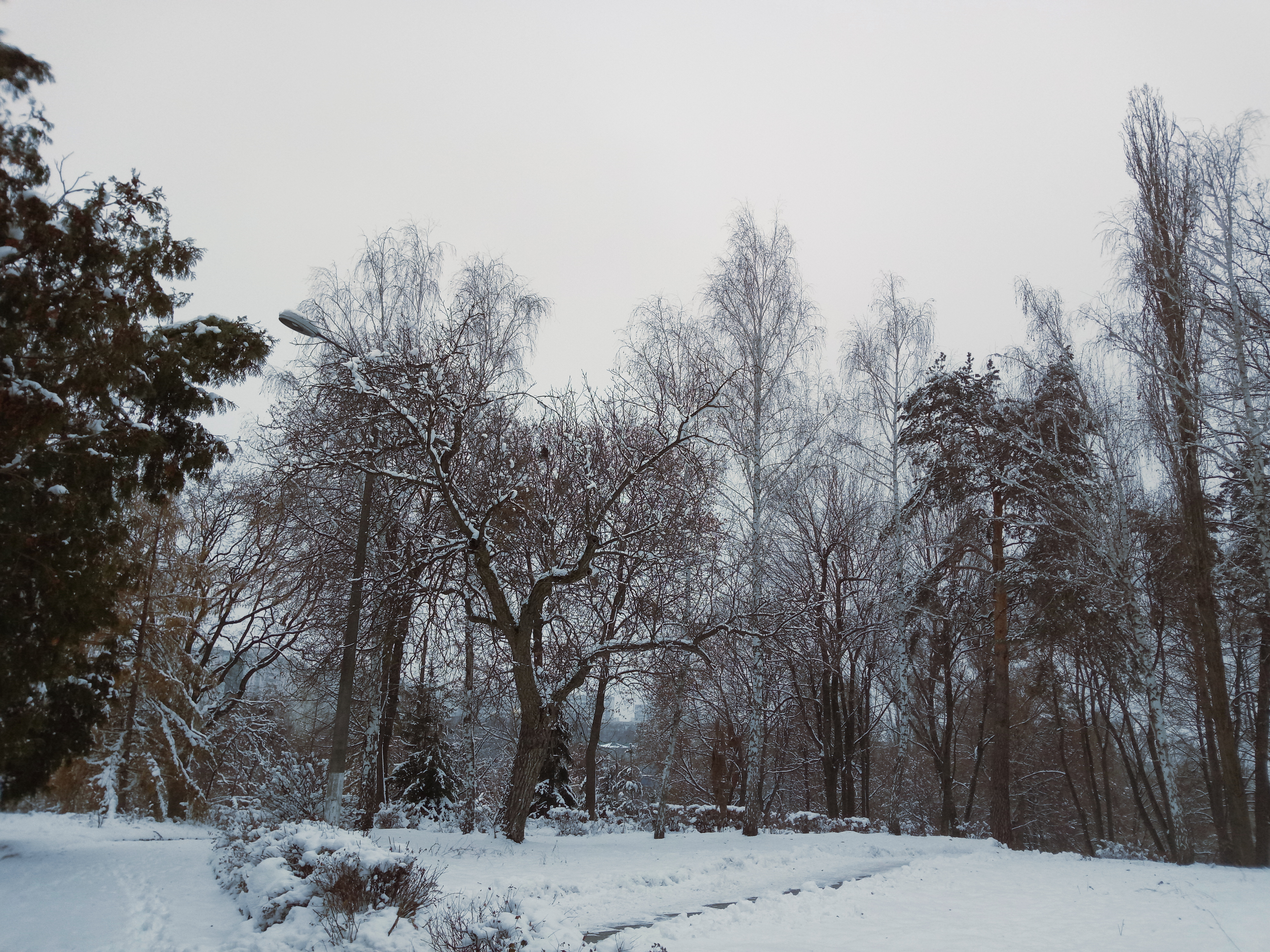
Парк. Грудень 2018
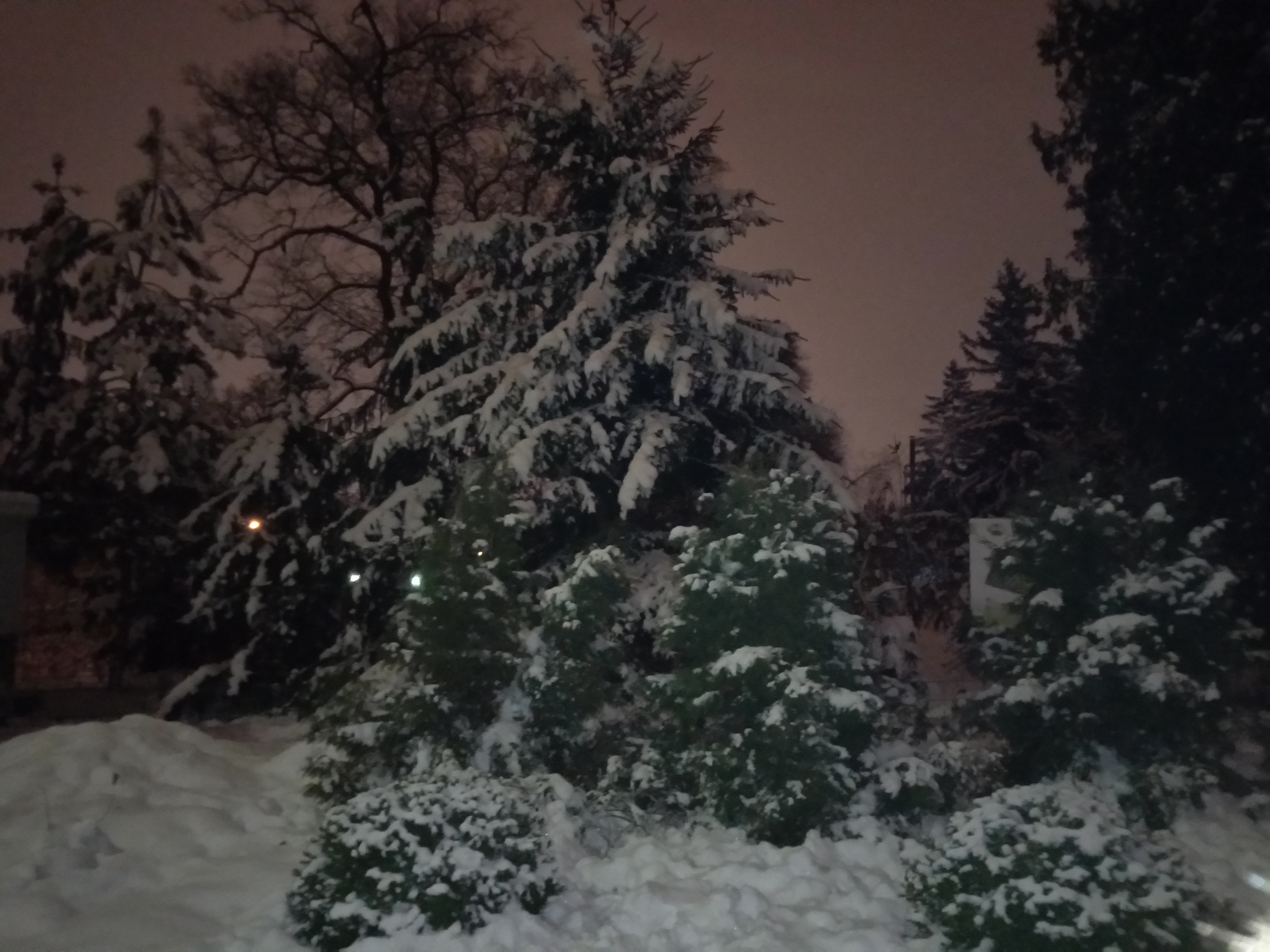
Парк. Грудень 2018
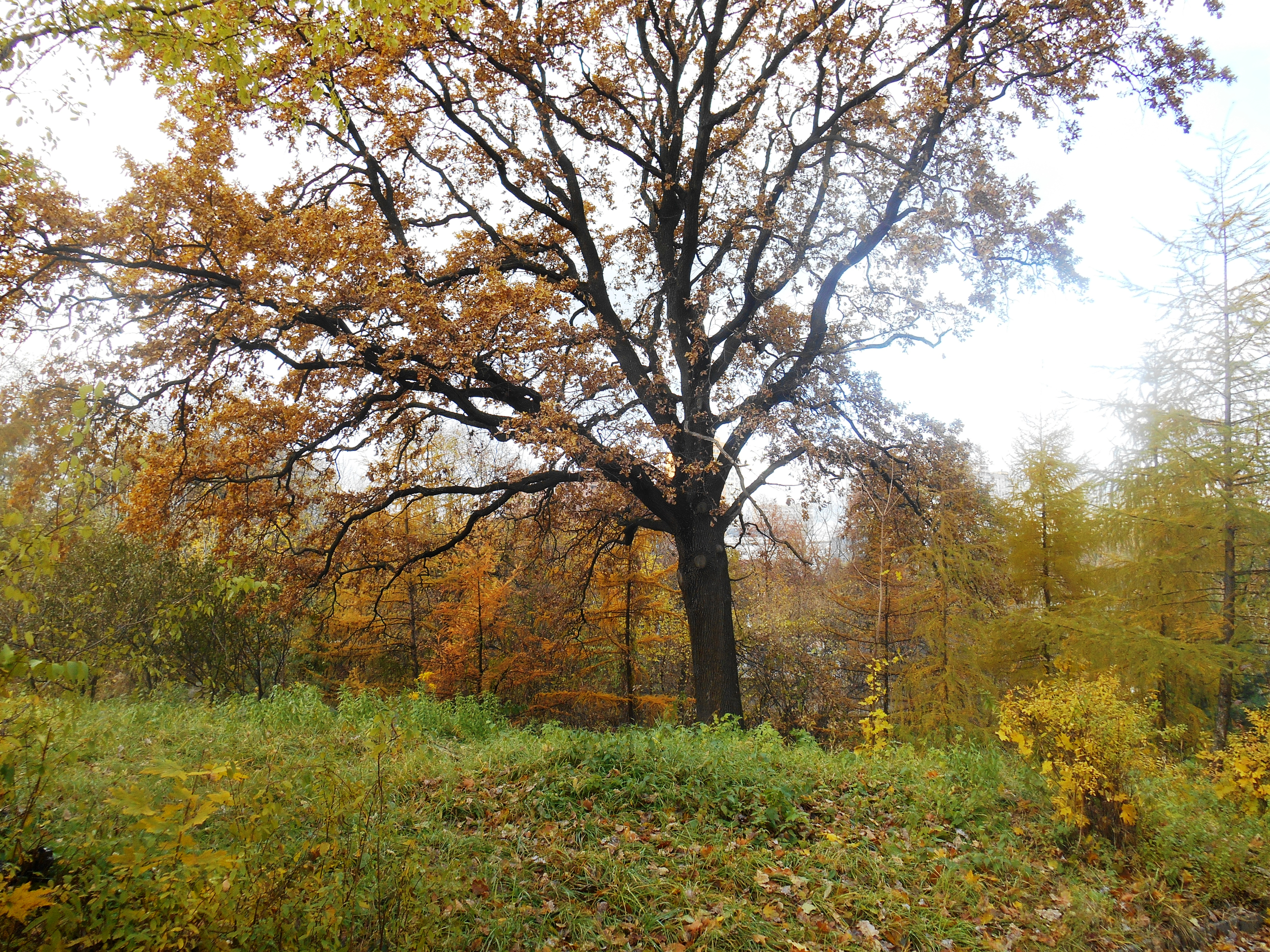
Парк. Листопад 2016